# Tori Penso
Mary Victoria Penso (nascida Hancock; Stuart, 1986) é uma juíza de futebol americano. Ela começou sua carreira de arbitragem profissional na Liga Nacional de Futebol Feminino dos Estados Unidos e mais tarde mudou-se para a Major League Soccer, onde em 2020 se tornou a primeira mulher a arbitrar uma partida da temporada regular em 20 anos. Tori apitou a final da Copa do Mundo Feminina FIFA de 2023, a primeira final de Copa do Mundo a contar com uma árbitra estadounidense.

## Carreira
Foi criada em Stuart, na Flórida, e começou a apitar jogos no ensino médio ao lado de seus irmãos mais velhos. Foi convidada para um acampamento de arbitragem do Programa de Desenvolvimento Olímpico, no Alabama, aos 28 anos. Se formou na Universidade Estadual da Flórida, em 2008, em marketing digital. Trabalhou em marketing para Coca-Cola e Red Bull até se mudar para Ohio para obter um mestrado em administração de empresas, em 2015, pela Case Western Reserve University.
Ingressou na Federação de Futebol dos Estados Unidos como árbitra, em 2013, e foi designada para torneios universitários femininos e, mais tarde, para a Liga Nacional de Futebol Feminino (NWSL). Após a Copa Geração Adidas 2019, foi convidada a ingressar no programa de desenvolvimento PRO2 da Organização de Árbitros Profissionais. Mais tarde, atuou como assistente de quarto árbitro em várias partidas da Major League Soccer (MLS) e do USL Championship, além de missões na NWSL.
Em janeiro de 2020, foi nomeada diretora administrativa da Associação Nacional Intercolegial de Oficiais de Futebol. Em 25 de setembro de 2020, se tornou a nona mulher a arbitrar uma partida da MLS e a primeira, desde Sandy Hunt, em maio de 2000.
Em 9 de janeiro de 2023, a FIFA a nomeou para o grupo de arbitragem da Copa do Mundo de Futebol Feminino de 2023, na Austrália e na Nova Zelândia. Foi nomeada para arbitrar a final — o primeiro árbitro dos EUA a arbitrar uma final de Copa do Mundo FIFA e o primeiro árbitro da final de uma Copa do Mundo Feminina de algum país da América.

## Vida pessoal
É casada com Chris Penso, árbitro de longa data da MLS. Eles têm três filhos.